# Stadl (Wurmsham, Pauluszell)
Stadl ist ein Gemeindeteil der Gemeinde Wurmsham im Landkreis Landshut in Niederbayern.

## Geographie
Die Einöde liegt in der Gemarkung Pauluszell drei Kilometer westlich vom Hauptort der Gemeinde südlich der Kreisstraße LA 48. Der Ort trägt die Teilgemeindekennziffer 71. Es besteht ein weiterer Ort Stadl in der Gemeinde Wurmsham, der in der Gemarkung Wurmsham liegt und die Teilgemeindekennziffer 72 hat.

## Geschichte
Ursprünglich gehörte der Ort zur Gemeinde Pauluszell, die am 1. Mai 1978 nach Wurmsham eingemeindet wurde. Bei der Volkszählung 1970 gab es fünf Einwohner im Ort.